# Skatenati
Skatenati era un programma televisivo che andava in onda su Disney Channel.
Nella prima stagione i conduttori erano solo Rodrigo e Stefania che presentavano gli scherzi fatti da Alessio e Antonio e da altri personaggi e inoltre anche gli errori che venivano commessi nelle serie e nei vari programmi di Disney Channel.
Nella seconda stagione viene riconfermato Rodrigo, questa volta però affiancato da Antonio e da Alessio, Denise e Clarissa. Anche la scenografia cambia: non più lo studio della prima stagione, bensì un finto magazzino sotterraneo del fantomatico negozio di Antonio.
Nella terza e ultima stagione i suoi protagonisti sono stati i ragazzi: Alessio, Arianna e Sissi oltre agli adulti Antonio e Rodrigo. 
Per il momento non è prevista una quarta stagione, poiché anche tutti gli altri programmi di Disney Channel sono stati cancellati (ad eccezione di L'ora della magia).

## Curiosità
L'attore Antonio Bruciapaglia (conduttore del programma) ha partecipato nel 2007 ad un episodio di Cultura moderna, su canale 5